# Алфредо Девинченци
Алфредо Чириако Девинченци (такође написано де Девинченци) (Буенос Ајрес, 9. јун 1907 - непознат датум смрти ) био је италијански и аргентински фудбалер. Играо је за фудбалску репрезентацију Аргентине на Светском првенству у фудбалу 1934. године, али је такође имао италијанско држављанство и касније је играо за Б репрезентацију Италије.